# هنري كارليسلي
هنري كارليسلي (بالإنجليزية: Henry Carlisle)‏ (14 سبتمبر 1926 - 11 يوليو 2011)؛ مترجم وروائي أمريكي.